# پروتوپوپینتسی (صربستان)
پروتوپوپینتسی (به صربی: Protopopinci) یک منطقهٔ مسکونی در صربستان است که در دیمیتروگراد واقع شده‌است. پروتوپوپینتسی ۵۵ نفر جمعیت دارد.